# Rábakecöl
Rábakecöl je obec v Maďarsku v župě Győr-Moson-Sopron, spadající pod okres Kapuvár. Nachází se u řeky Ráby, 4 km jihovýchodně od Beledu, 20 km jihovýchodně od Kapuváru, 57 km jihozápadně od Győru a 190 km západně od Budapešti. V obci žije 659 obyvatel.
První písemná zmínka o Rábakecölu pochází z roku 1162. Název druhé části odkazuje na slovanské jméno Kacil, první část, která byla přidána na počátku 19. století, odkazuje na řeku Rábu, která protéká blízko obce.
Nachází se zde římskokatolický kostel Panny Marie Růžencové. Silniční spojení se zbytkem Maďarska je velmi dobré, nedaleko se totiž nachází nájezd na zde procházející rychlostní silnici M86. Přímo obcí potom procházejí vedlejší silnice 8428 a 8611. Železnice prochází nedalekým městem Beled, přímo Rábakecölem ne.

## Sousední obce
| Růžice kompasu | Beled         | Vásárosfalu | Edve  | Růžice kompasu |
| Růžice kompasu | Csánig        | Sever       |       | Růžice kompasu |
| Růžice kompasu | Csánig        | Rábakecöl   |       | Růžice kompasu |
| Růžice kompasu | Csánig        | Jih         |       | Růžice kompasu |
| Růžice kompasu | Répcelak Nick | Kenyeri     | Pápoc | Růžice kompasu |